# Charles Moons
Charles Maria Joseph Antoine Moons (Gemert, 30 mei 1917 - Den Haag, 12 oktober 2005) was president van de Hoge Raad der Nederlanden.
Moons studeerde rechten in Nijmegen en werd daarna in 1940 waarnemend ambtenaar bij het Openbaar Ministerie in Roermond en een jaar later in Maastricht. In 1942 werd hij aldaar gewoon ambtenaar bij het Openbaar Ministerie. Van januari 1945 tot juni 1948 was hij Secretaris van het Tribunaal in Maastricht. In 1949 werd hij substituut-officier van Justitie bij de Rechtbank 's-Hertogenbosch; dezelfde functie vervulde hij vanaf 1952 in Roermond. In 1956 volgde zijn benoeming tot Officier van justitie bij de arrondissementsrechtbank Breda en twee jaar later werd hij advocaat-generaal bij het Gerechtshof 's-Hertogenbosch.
In 1961 werd hij advocaat-generaal bij de Hoge Raad der Nederlanden. In 1966 stapte hij over naar de zittende magistratuur: hij werd raadsheer in de Hoge Raad. In 1976 werd hij vicepresident van dat college en in 1981 president. Voorts is hij enige tijd president van het Benelux-Gerechtshof geweest. In verband met het bereiken van de wettelijk vastgestelde leeftijdgrens voor rechters trad hij in 1987 terug; op 1 juni 1987 werd hij opgevolgd door Erik Ras.
Op 13 september 1989 werd Charles Moons door minister van Justitie Korthals Altes tot voorzitter van de Commissie herijking Wetboek van Strafvordering benoemd; naar hem heet deze commissie ook wel de commissie Moons. De commissie hield zich onder andere bezig met een wettelijke regeling ten aanzien van de kwaliteit van tolken.
In 2005 overleed hij op 88-jarige leeftijd in een verzorgingshuis in Den Haag.